# 岸和田東宝セントラル劇場
岸和田東宝セントラル劇場（きしわだとうほうセントラルげきじょう）は、かつて存在した日本の映画館である。第二次世界大戦後の1945年（昭和20年）、大阪府岸和田市宮本町に岸和田セントラル（きしわだセントラル）として開館、セントラル映画社（英語: CMPE）の配給するアメリカ映画を中心に上映した。1952年（昭和27年）にはセントラル劇場（セントラルげきじょう）と改称、1966年（昭和41年）に岸和田東宝セントラル劇場と改称した。1975年（昭和50年）に閉館した。同市内における戦後初のアメリカ映画専門館として知られた。

## 沿革
- 1945年 - 岸和田セントラルとして開館[1][2][4]
- 1952年 - セントラル劇場と改称[3][4]
- 1966年 - 岸和田東宝セントラル劇場と改称[10]
- 1970年 - 同一経営による岸和田館が閉館する[11][12]
- 1975年 - 閉館[13][14]

## データ
- 所在地 : 大阪府岸和田市宮本町16番地6号[13]、その後跡地にパチンコ店「オリンピック」[15]
  - かつての同府同市宮本町125番地[1][2][4][5][6][7][8][9][10]

北緯34度27分37秒 東経135度22分38秒 / 北緯34.46028度 東経135.37722度
- 経営 : 
  1. 山口藤次郎 （1945年[1] - 1960年[2][3][4][5]）
  2. 山口藤作 （1960年[6] - 1963年[7][8]）
  3. 山常興行 （1963年[9] - 1975年[10][11][12][13]）
- 支配人 : 
  1. 山口藤次郎 （1945年[1][4] - 1950年[1]）
  2. 山口藤作 （1950年[2] - 1975年[3][4][5][6][7][8][9][11][12][13]）
- 構造 : 木造二階建[2][3][4][5][6][7][8][9][10][11][12][13]
- 観客定員数 : 355名（1949年 - 1950年[1]） ⇒ 216名（1950年 - 1951年[2]） ⇒ 362名（1954年 - 1955年[4]） ⇒ 285名（1956年） ⇒ 350名（1960年[6] - 1975年[7][8][9][10][11][12][13]）

## 概要

### 岸和田における戦後初のアメリカ映画
第二次世界大戦後の1945年（昭和20年）、セントラル映画社（CMPE, セントラル・フィルム・エキスチェンジとも）の配給するアメリカ映画を上映するため、大阪府岸和田市宮本町125番地（現在の同府同市宮本町16番地6号）に岸和田セントラルとして開館した。館主は、市内堺町1919番地1号に岸和田館を戦前から経営していた山口藤次郎（1879年 - 没年不詳）であり、観客定員数は355名、木造二階建の映画館であった。同館が立地したのは、南海電気鉄道南海本線の岸和田駅西口の斜め前であり、岸和田館のある堺町や、東宝の三番館でありヨーロッパ映画も上映した岸和田東宝劇場（のちの岸和田東宝映画劇場、本町219番地、経営・映宝興行および中平邦顕）のある紀州街道沿いの本町、松竹の二番館である第二電気館（のちの岸和田電気館、北町74番地、経営・岩崎治良）、東宝の三番館と洋画を上映した山村劇場（のちの岸和田東映劇場、北町74番地、経営・河合栄）のある北町・欄干橋付近といった戦前からの繁華街、あるいは東宝・大映の二番館である春陽館（春木泉町1560番地、経営・夜明藤一）のある紡績工場を背景とした地域ではなく、駅前至近の地であった。
同館に上映用プリントを配給したセントラル映画社は、翌1946年（昭和21年）2月28日に『キューリー夫人』（監督マーヴィン・ルロイ、1943年製作）と『春の序曲』（監督フランク・ボーゼイジ、1943年製作）を公開して、アメリカ映画の日本での公開を開始、同年3月28日には『ラインの監視』（監督ハーマン・シュムリン、1943年製作）、同年4月18日には『エイブ・リンカン』（監督ジョン・クロムウェル、1940年製作）と、戦時中に上映できなかった未公開作品を次々に公開している。1951年（昭和26年）発行の『映画年鑑 1951』からは同館の支配人に山口藤作の名が記載されるようになり、同年12月27日にはセントラル映画社は解体されたため、同館は当面、大映および新東宝の上映館となったが、のちに日本の洋画配給が整い、洋画上映館にもどった。1952年（昭和27年）には、館名をセントラル劇場と改めた。
1957年（昭和32年）4月24日には、鍛治屋町の繁華街に岸和田大映（のちに移転して岸和田大劇、経営・同和興行）が開館し、大映二番館として興行を開始している。これによって、山直劇場（岡山町127番地、経営・西川輝男）、吉野倶楽部（下野町517番地、経営・山路美晴）、同年に岸和田東映劇場と改称した山村劇場を含め、同市内の映画館は合計9館の時代を迎える。しかしピークは短く、1961年（昭和36年）には山直劇場が、1962年（昭和37年）には岸和田東宝映画劇場（経営・照屋潔）、春陽館（経営・向井克巳）、吉野倶楽部（経営・楠原エイ）の4館が閉館し、同市内の映画館は同館を含めてわずか5館に減ってしまった。1964年（昭和39年）には、岸和田大映が同館至近の大北町に移転し、鍛治屋町の元の劇場は日活直営の岸和田日活（のちの岸和田日劇、北町195番地、経営・太陽企業）になり、市内の映画館は合計6館に微増した。この時期の同館では、1960年（昭和35年）に経営者が山口藤次郎から同館支配人の山口藤作に代変わりしており、『映画年鑑 1964 別冊 映画便覧』からは同館の経営が「山常興行」と記されるようになっている。山口藤作は、閉館の時期まで同館の支配人を務めた。同じく「山常興行」が経営した岸和田館でも、1962年には支配人が吉田常三郎から内藤禎一に世代交代している。

### 東宝の封切館へ
1966年（昭和41年）には、東宝の封切館となり岸和田東宝セントラル劇場と改称している。同列経営の岸和田館は洋画混映館になり、岸和田東宝の閉館以来、松竹および東宝の映画を上映していた岸和田電気館（経営・関西映興）が松竹および洋画の上映館に変更になる、という市内での興行系統の再編が行われた。同年後半の東宝は、『沈丁花』（監督千葉泰樹）、『クレージー大作戦』（監督古沢憲吾）、『ゴジラ・エビラ・モスラ 南海の大決闘』（監督福田純）、『これが青春だ!』（監督松森健）等の作品を公開している。
1970年（昭和45年）に入ると、「山常興行」が経営した同館の姉妹館であり、市内最古の映画館であった岸和田館が閉館し、同社は同館一本に絞ることになった。これにより市内の映画館は、同館のほか、岸和田電気館（経営・松竹関西興行）、岸和田東映劇場（経営・薩準次郎）、岸和田日活劇場（経営・太陽企業）、岸和田スカラ座および岸和田大劇（いずれも経営・同和興行）の合計6館になる。
開館30周年を迎えた1975年（昭和50年）に閉館し、「山常興行」は映画館事業から撤退した。岸和田電気館が前年1974年（昭和49年）に閉館しており、同館の閉館により市内の映画館は、薩準次郎が経営する岸和田東映劇場のほか、同和商事（代表・浅原隆三）が経営する岸和田大劇、岸和田日活劇場および岸和田スカラ座の合計4館だけが残った。Google ストリートビューによれば、2009年（平成21年）7月時点で同館の跡地にはパチンコ店「オリンピック」が存在していたが、2015年（平成27年）7月時点で解体され、更地化している。